# 朱桂龙
朱桂龙（1964年11月—），安徽庐江人，享受国务院政府特殊津贴专家，华南理工大学教授。

## 生平
1986年本科毕业于安徽师范大学，1992年于南京理工大学获硕士学位，2003年于中山大学获博士学位。1992年至2000年，在合肥工业大学工作，1997年晋升为教授。2000年8月调至华南理工大学，任工商管理学院教授、博士生导师。

## 学术贡献
主要从事跨学科研究组织管理、协同创新和产学研合作等研究工作。主持国家自然科学基金重点项目、教育部哲学社会科学研究重大课题攻关项目等项目30余项，出版学术专著3部，发表论文150余篇。

## 奖项与荣誉
- 1996年，获机械工业部科技进步二等奖
- 1998年，获安徽省科技进步三等奖
- 2017年，获广东省哲学社会科学优秀成果一等奖[4]
- 2019年，获“广东省优秀社会科学家”称号[5]

## 学术兼职
中国系统工程学会副理事长，教育部创新创业教育指导委员会委员，国家自然科学基金委员会管理科学部学科评审组专家。